# Israelitische Synagogen-Gemeinde Adass Jisroel zu Berlin
Die Israelitische Synagogen-Gemeinde (Adass Jisroel) zu Berlin ist eine jüdische Gemeinde in Berlin, die 1869 als Gegenbewegung zur reformorientierten Jüdischen Gemeinde zu Berlin gegründet wurde. Nachdem die Gemeinde in der Zeit des Nationalsozialismus zerstört worden war, nahm sie 1986 ihre Tätigkeit wieder auf.

## Allgemein

### Entstehung
Der Israelitische Synagogen-Gemeinde (Adass Jisroel) zu Berlin wurde 1869 in Berlin von bisherigen Mitgliedern der Jüdischen Gemeinde zu Berlin gegründet, die die assimilations- und reformorientierte Richtung dieser seinerzeit Gemeinde nicht mittrugen. „Adass Jisroel“ (hebr.: Adat Israel), ist ein Synonym für das jüdische Volk aus der Tora („Adat“ עֲדַת „Versammlung“, „Gemeinschaft“) und ist hier als jüdische Gemeinde gemeint. Die Gemeindegründer hielten an den überlieferten Vorschriften und Traditionen des orthodoxen Judentums fest. Die Gemeinde Adass Jisroel erhielt 1885 vom deutschen Kaiser und König von Preußen ihre offizielle Anerkennung als neben der Jüdischen Gemeinde zu Berlin gleichberechtigte jüdische Religionsgemeinde. Seit dem Jahre 1904 hat die Israelitische Synagogen-Gemeinde (Adass Jisroel) zu Berlin, K.d.ö.R. ihren Hauptsitz in Berlin-Mitte, Tucholskystraße 40 (frühere Bezeichnung Artilleriestraße 31). Heute befinden sich dort das Gemeindehaus, die Synagoge sowie alle sonstigen Einrichtungen der Gemeinde. Auch ihr koscheres Restaurant, das „Beth Café“ und ihr „Kolbo“, koschere Lebensmittel, Weine und Judaica.

### Religiöses und gesellschaftliches Selbstverständnis
Religiös orientierte die Gemeinde sich an den Idealen von Rabbiner Esriel Hildesheimer in Berlin und Samson Raphael Hirsch in Frankfurt am Main. Letzterer hatte einen Abschnitt aus den „Sprüchen der Väter“ von Rabban Gamliel, Sohn von Simeon ben Gamaliel I., zur Leitlinie seines ethischen Wirkens in Gemeinde und Gesellschaft gemacht: „Schön ist die Erfüllung des Thora-Ideals verbunden mit den Forderungen der Zeit“.
Auch für die Adass Jisroel stand dieses Leitwort an ihrer Wiege und fortan. Im Allgemeinen ist dieser Satz als Wahlspruch in die Traditionen des aufgeklärten orthodoxen Judentums eingegangen. Beachtung und Pflege des jüdischen Religionsgesetzes in der modernen Gesellschaft, Öffnung zu Wissenschaft, Kultur und Kunst, kurzum „Tradition plus Aufklärung“ wurden zur Visitenkarte der Gemeinde Adass Jisroel.

### Rechtsstellung
Die Israelitische Synagogen-Gemeinde (Adass Jisroel) zu Berlin ist die seit Juli 1869 in der Hauptstadt Deutschlands bestehende gesetzestreue (orthodoxe) jüdische Religionsgemeinschaft. Sie ist die einzige in Deutschland noch existierende altkorporierte jüdische Religionskörperschaft, da sie 1919, zum Zeitpunkt des Inkrafttretens der Weimarer Reichsverfassung bereits eine anerkannte Körperschaft öffentlichen Rechts war. Dass sie noch heute die eine und einzige Adass Jisroel von 1869 ist, hat das Bundesverwaltungsgericht im Oktober 1997 – mit höchstinstanzlichem Urteil – bestätigt. Es wurde festgestellt, dass die mit Sitz in der Tucholskystraße 40 (ehemals: Artilleriestraße 31) bestehende Gemeinde in der institutionellen und personellen Rechtskontinuität und Rechtsidentität der 1869 gegründeten und 1885 vom Preußischen Königshaus zugelassenen Israelitischen Synagogen-Gemeinde (Adass Jisroel) zu Berlin steht.
In der deutschen Hauptstadt Berlin gibt es bis heute die zwei alteingesessenen jüdischen Religionsgemeinden aus der Zeit vor der Schoah: Die 1712 entstandene Jüdische Gemeinde zu Berlin mit Hauptsitz in der Oranienburger Straße und die 1869 gegründete Israelitische Synagogen-Gemeinde (Adass Jisroel) zu Berlin mit Hauptsitz in der Tucholskystraße (ehemals: Artilleriestraße), beide Berlin-Mitte.

### Die Adass Jisroel in der Nazizeit und danach
Wie alle jüdischen Institutionen in Deutschland wurden auch die beiden Gemeinden Berlins in der NS-Zeit zerschlagen und ausgeplündert, ihre Mitglieder entrechtet und verfolgt, vertrieben, verschleppt, ermordet. Obwohl sie schon zuvor wieder tätig war, wurde die Jüdische Gemeinde zu Berlin im September 1951 formal neu gegründet; ihre historischen Rechte wurden dabei nicht anerkannt. Die Adass Jisroel konnte ihre Tätigkeit Mitte der 1980er Jahre wieder aufnehmen und wurde 1997 durch Urteil des Bundesverwaltungsgerichts als altkorporierte Religionskörperschaft des öffentlichen Rechts, mit ihrer Rechtsidentität und Rechtskontinuität bezüglich der Vorkriegsgemeinde, bestätigt. Beide Gemeinden sind religiös, kulturell und sozial für ihre Mitglieder und zum Wohle des jüdischen Lebens in Berlin tätig.

## Adass Jisroel Gestern und Heute

### Adass Jisroel in der Gründerzeit
Unabhängig von dem im 19. Jahrhundert herrschenden Druck zu gesellschaftlicher und weltanschaulicher Assimilation war die Gründung der Israelitischen Synagogen-Gemeinde (Adass Jisroel) zu Berlin 1869 das bewusste Bekenntnis von 100 jüdischen Familien aus Berlin zum jüdischen Religionsgesetz in seiner überlieferten Form und Tradition. Weder die Reform einerseits noch eine emanzipationsfeindliche Abkapselung andererseits war das Ziel der Gemeinde Adass Jisroel, sondern die Vereinheitlichung von gesetzestreuem Leben mit der Offenheit für Kultur, Wissenschaft, Bildung und Kunst der Umwelt – Emanzipation und aktive Teilnahme an der Gesellschaft sollten unter Wahrung der jüdischen Tradition verwirklicht werden.

### Entwicklung der Gemeinde bis zur Schoa

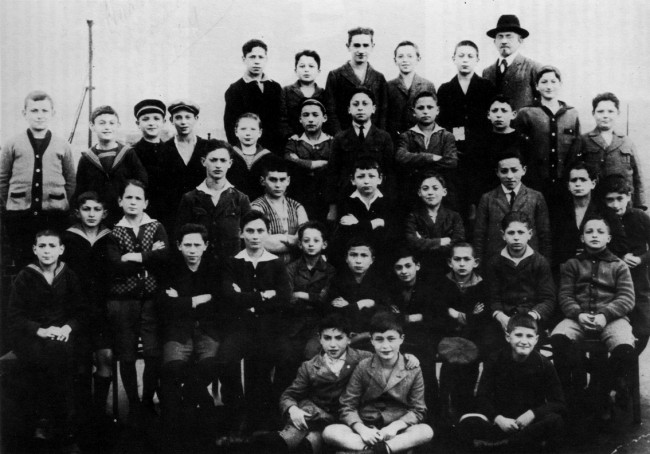
Nachman Schlesinger mit der Grundschulklasse der Israelitischen Synagogengemeinde (Adass Jisroel) Berlin in 1924

Mit der Eröffnung von Religionsschulen, Synagogen und rituellen Einrichtungen gleich nach 1869 entfaltete die Adass Jisroel ein eigenständiges Gemeindeleben in Berlin. Als erster Rabbiner wurde der in Halberstadt geborene, im ungarisch-österreichischen Eisenstadt wirkende, Rabbiner Esriel Hildesheimer berufen, der 1873 das mit der Adass Jisroel eng verbundene Rabbiner-Seminar zu Berlin gründete. 1880 weihte die Adass Jisroel in Berlin-Weißensee an der Falkenberger Chaussee, heute Wittlicher Straße 14, ihren Gemeindefriedhof ein. Anfänglich befanden sich Gemeindehaus und Synagoge in der Gipsstraße 12 (heute zerstört) um am Freitag, 29. September 1904, am Vorabend des jüdischen Neujahrsfestes „Rosch Haschaná“ 5665, in den Neubau der Gemeinde Artilleriestraße 31 (heute: Tucholskystraße 40) verlegt zu werden, da wo sie sich noch heute befinden. Dieser Gemeindekomplex umfasste sowohl die Adass Jisroel als auch das Rabbiner-Seminar zu Berlin und war in den Jahren 1902–1904 von der Gemeinde auf das Land, das die Gemeinde 1897, mit der Hilfe ihres Mitglieds Israel Kessler, erworben hatte, erbaut worden. Mit dem Anwachsen der Gemeinde wurden 1924 neben den Religionsschulen ein zweites Gemeindezentrum in Berlin-Tiergarten, Siegmundshof 11 mit Synagoge, Realgymnasium und Oberlyzeum – dem ersten und bis heute einzigen jüdisch-religiösen Gymnasium Deutschlands – eingerichtet. Ein eigenes Krankenhaus, das Israelitische Krankenheim der Adass Jisroel, wurde in Berlin-Mitte 1909 eröffnet. Die Gemeinde unterhielt bzw. unterstützte zusätzlich einige kleinere Betstuben in Mitte, Prenzlauer Berg, Tiergarten und Charlottenburg. Das 1873 gegründete, mit der Gemeinde ideell, institutionell und räumlich verbundene, Rabbiner-Seminar wurde mittlerweile zur bedeutendsten Ausbildungsstätte gesetzestreuer Rabbiner mit internationaler Ausstrahlung. Anfang der 1930er Jahre war ein Sechstel der Berliner Juden mit der Adass Jisroel verbunden, sei es als Mitglieder, sei es als Anhänger, die die Dienstleistungen der Gemeinde in Anspruch nahmen und am Gemeindegeschehen aktiv oder passiv teilnahmen.
Der Adass Jisroel erging es wie allen jüdischen Gemeinden in Deutschland. Nach zahllosen vorangegangenen Akten der Verfolgung und Entrechtung ordnete die Gestapo im Dezember 1939 die Zerschlagung der Adass Jisroel und ihre Eingliederung in die von den Nazis gegründete und gelenkte „Reichsvereinigung der Juden in Deutschland“ an. Damit wurde die Adass Jisroel ihrer Rechte und ihrer historischen Gemeindestätten beraubt.

### Die Gemeinde nach der Schoa – Überblick
Nach der Schoa war es den überlebenden und emigrierten Mitgliedern der Adass Jisroel-Gemeinde zunächst nicht möglich, sich in Berlin erneut als Gemeinde zu organisieren. Eine aktive Unterstützung oder Einladung seitens staatlicher Stellen zur Rückkehr oder zum Wiederaufbau der Gemeinde erfolgte nicht.
In West-Berlin wurden das Schulgebäude und die Synagoge in der Siegmundshofstraße ohne Beteiligung der ursprünglichen Eigentümer veräußert und 1955 abgerissen. Auch in Ost-Berlin wurde die große Synagoge der Gemeinde 1967 abgetragen. Erst ab 1985 begannen in beiden Teilen der damals noch geteilten Stadt Initiativen zum Wiederaufbau der Gemeinde.
Die Regierungen in Ost- und West-Berlin – die DDR-Regierung und der Berliner Senat – entschieden sich unabhängig voneinander, keine Maßnahmen zur Wiederherstellung der historischen Rechte der Adass Jisroel-Gemeinde zu ergreifen. Eine offizielle Anerkennung der Verantwortung für die durch nationalsozialistische Verfügungen erfolgte Auflösung der Gemeinde blieb aus.
Seit Sommer 1985 hat die Adass Jisroel unter erschwerten Bedingungen, mit Duldung und punktueller Unterstützung der DDR-Behörden und hauptsächlich mit der Hilfe von Freiwilligen aus Ost und West, ihren verwüsteten und verwilderten Friedhof in Berlin-Weißensee von der Zerstörung gerettet und restauriert.
Am 18. Dezember 1939 hatte die Gestapo die Auflösung der Gemeinde Adass Jisroel verfügt. Am 18. Dezember 1989, dem 50. Jahrestag der NS-Auflösungsverfügung, erklärte die erste DDR-Regierung nach Öffnung der Mauer die Wiedereinsetzung der Israelitischen Synagogen-Gemeinde (Adass Jisroel) zu Berlin in ihre in der NS-Zeit entzogenen Rechte. Die Rechte der Gemeinde im Osten der Stadt waren damit wieder hergestellt. Der Wiederaufbau der Gemeinde konnte beginnen. Zu Purim 1990 (5750) wurde im Gemeindehaus eine behelfsmäßige Synagoge wiedereingeweiht, Thorarollen kamen aus Israel, es wurde gefeiert. In Anwesenheit von Oberrabbiner Israel Meir Lau wurde im Juli 1991 im Gemeindehaus das koschere Restaurant Beth Café eröffnet und der rekonstruierte Gemeindefriedhof wiedereingeweiht; im April 1992 folgte der Laden für koschere Lebensmittel und jüdische Ritualien „Kolbo“. Ein Synagogenneubau sowie die Restaurierung der zerstörten rituellen Quellbäder (Mikwaot) wurden geplant.

### Gemeindearbeit
Neben den regelmäßigen Gottesdiensten wurden in der Gemeinde Hebräischunterricht, Religionskurse für Kinder und Erwachsene, Vorträge und Lesungen zur jüdischen Tradition und Kultur in Geschichte und Gegenwart eingerichtet. Eine Bibliothek mit einer Abteilung für Archiv und Dokumentation zum jüdischen Geschehen in Berlin wurden aufgebaut. Der im Gemeindehaus eröffnete Kinderklub („Mo’adonit“) wurde zu einem Magnet für große und kleine Kinder. In der Sozialarbeit widmete sich die Adass Jisroel der Aufnahme und Integration der Zuwanderer aus der früheren Sowjetunion. Die Gemeinde war die erste jüdische Institution Berlins, die ab März 1990 hunderte zugewanderte Familien und Einzelpersonen betreute, ihnen mit Rat und Tat in allen sozialen, beruflichen, gesundheitlichen und Wohnungsfragen zur Seite stand. Viele Zuwanderer hatten zum ersten Mal die Gelegenheit, Teil einer jüdischen Gemeinde zu werden und jüdisches Leben praktisch zu erfahren und aufzunehmen. Auch wandte sich die Gemeinde der Altenfürsorge, der Krankenseelsorge und der Betreuung jüdischer Gefangener in Berliner Haftanstalten zu. Generell ist die Gemeinde auf dem Gebiet der jüdischen Erziehung und der Wohlfahrt tätig.
In ihrem Selbstverständnis ist und bleibt die Adass Jisroel der Bewahrung und Tradierung des gesetzestreuen Judentums, der Stärkung jüdischen Lebens in Berlin sowie der Pflege der Bande zu Israel verpflichtet.

## Der Senat von Berlin und die Gemeinde
Der Senat Berlins erkannte den Status der Gemeinde zunächst nicht an und bis nach der deutschen Wiedervereinigung blieb die Haltung des Berliner Senats gegenüber der Israelitischen Synagogen-Gemeinde Adass Jisroel kontrovers. Während die Jüdische Gemeinde zu Berlin bereits 1951 neu gegründet wurde, stieß die Wiederaufnahme der Tätigkeit von Adass Jisroel Mitte der 1980er Jahre zunächst auf Widerstand seitens des Senats. Die Gemeinde kämpfte mehrere Jahre lang juristisch um ihre Anerkennung. Erst 1997 bestätigte das Bundesverwaltungsgericht, dass Adass Jisroel als Körperschaft öffentlichen Rechts fortbesteht und ihre Rechtsidentität mit der Vorkriegsgemeinde gewahrt ist. Ein zentrales Argument des Berliner Senats gegen die Anerkennung war die Annahme, dass die Gemeinde im rechtlichen Sinne „untergegangen“ sei, da nach dem Holocaust nur wenige Mitglieder überlebt hätten. Diese Argumentation wurde unter anderem 1988 von der damaligen Kultursenatorin Anke Martiny (SPD) vor dem Verwaltungsgericht vertreten. Ein weiteres Argument bezog sich auf die angebliche „Untätigkeit“ der Gemeindemitglieder nach 1945, was als konkludente Entscheidung gegen eine Wiederaufnahme der Gemeindetätigkeit gewertet wurde. Diese Positionen wurden später juristisch widerlegt. Das Bundesverwaltungsgericht stellte fest, dass die Gemeinde weder unter der NS-Herrschaft noch danach im rechtlichen Sinne aufgehört habe zu existieren.
Auch in der Folge kam es zu Auseinandersetzungen mit dem Senat. 2012 beschäftigte sich das Verwaltungsgericht Berlin mit Klagen über ausbleibende Zuwendungen des Landes Berlin. Die Gemeinde hatte über mehrere Jahre hinweg öffentliche Zuwendungen vom Land Berlin erhalten. Im Rahmen einer Buchprüfung im Jahr 2008 stellte sich jedoch heraus, dass die Gemeinde Zuschüsse für nicht vorhandenes Personal beantragt und erhalten hatte. Zudem wurden Rücklagen gebildet, die nicht dem ursprünglichen Förderzweck entsprachen. Daraufhin stellte das Land Berlin die Zuwendungen ein. Die Gemeinde klagte gegen diese Entscheidung, da sie die Einstellung der Mittel als rechtswidrig ansah. Das Verwaltungsgericht bestätigte jedoch die Entscheidung des Landes Berlin und argumentierte, dass die Gemeinde gegen die Bedingungen der Zuwendungsbescheide verstoßen habe.

## Das Rabbinerseminar zu Berlin

### Gründung
Die Gründung des Rabbinerseminars zu Berlin ist mit der im September 1869 erfolgten Berufung Esriel Hildesheimer nach Berlin an die Spitze der soeben entstandenen orthodoxen Synagogen-Gemeinde eng verknüpft. Er hatte die Übernahme des Rabbinats der Gemeinde an die Bedingung geknüpft, dass ihm die Möglichkeit zugesichert werde, beide Tätigkeiten zu vereinbaren. Seitdem waren beide Institutionen, die Gemeinde Adass Jisroel und das Rabbiner-Seminar zu Berlin eng miteinander verwoben und stets unter einem und demselben Dach untergebracht. Wie es in einem Bericht der Zeit heißt, 
„mit der ihn auszeichnenden Energie eröffnete Rabbiner Hildesheimer auch sofort nach seiner Amtsübernahme in der Gemeinde seine Lehrvorträge. Eine Reihe Schüler seiner bisherigen Bildungsanstalt in Eisenstadt waren dem Lehrer nach Berlin gefolgt, um hier unter seiner Leitung ihre Ausbildung fortzusetzen. Zu gleicher Zeit scharte sich auch eine Anzahl weiterer Studenten aus ganz Deutschland um ihn, „angezogen durch den Ruf seiner Gelehrsamkeit und seines unermüdlichen Lehreifers, gefesselt durch seine liebreiche, für alle Bedürfnisse seiner Jünger hilfsbereiten Güte und durch die vorbildliche Lebensführung dieses Meisters, dessen ganzes Wirken in der Hingebung an edle Liebeswerke, wie in der Wahrung und Erhaltung des überlieferten Judentums sich erschöpfte“.
Ein geeignetes Grundstück (Gipsstraße 12a) wurde in Berlin-Mitte unter erworben. Zur Erreichung der Rechte einer juristischen Person wurden die nötigen Schritte bei den betreffenden Behörden getan; sie wurden durch den königlichen Erlass vom 29. November 1873 gekrönt. Das Rabbinerseminar zu Berlin war eine akademische Lehranstalt.

### Entwicklung
Nach einer Aufbauphase von kaum zwei Jahren fand die Eröffnung am 22. Oktober 1873 (1. Marcheschwan 5633) bei einem Festakt statt, bei dem Vertreter des preußischen Kultus-Ministeriums und des Provinzial-Schulkollegiums persönlich gratulierten. Das Lehrer-Collegium bildeten bei Eröffnung des Seminars neben dem Rektor, Esriel Hildesheimer, zwei Dozenten, David Zwi Hoffmann (für Talmud, Ritual-Kodizes und Pentateuch-Exegese) und Abraham Berliner (für nachtalmudische Geschichte, Literaturgeschichte und Hilfswissenschaften). Das Kollegium wurde 1874 mit Jakob Barth als Dozent für hebräische Sprache, Exegese der biblischen Bücher (mit Ausnahme des Pentateuchs) und Religionsphilosophie erweitert. Das Fach Geschichte, bisher vom Rektor selbst vertreten, übernahm 1882 sein Sohn Hirsch Hildesheimer. Durch diese Berufung wurde es möglich, in den Lehrplan Vorlesungen über Josephus, Philo und die Alexandriner, sowie über die Geographie des Heiligen Landes einzuführen. Rabbiner Salomon Cohn übernahm nach seiner Übersiedelung von Schwerin nach Berlin die theoretische und praktische Homiletik. Die Steigerung der Schülerzahl erforderte eine weitere Lehrkraft, es war Joseph Wohlgemuth, der neben den talmudischen Disziplinen auch Theoretische Homiletik und Religionsphilosophie übernahm. Durch diese Entlastung konnte David Zwi Hoffmann seine ungeteilte Kraft der talmudisch-halachischen Lehre in der Ober-Abteilung widmen.

### Rabbiner-Seminar: Eine akademische Bildungsanstalt
Was Rabbiner Hirsch Hildesheimer schon in seiner Rabbinerschule in Eisenstadt praktiziert hatte, nämlich die gleichzeitige Abiturausbildung für seine Rabbinerstudenten, dies führte er in Berlin, sofort nach der Gründung seines Rabbiner-Seminars für das orthodoxe Judentum, weiter. Im Rabbiner-Seminar zu Berlin wurden damals nicht nur jüdische, sondern auch allgemein wissenschaftliche Fächer gelehrt. Schon der Jahres-Bericht Rabbiner-Seminars für 1878/1879 führt den Rektor Hildesheimer als Dozent für Mathematik, Combinationslehre und binomischen Lehrsatz, Progressionen, analytische und synthetische. Dozent Rabbiner David Hoffmann lehrt Planimetrie und Trigonometrie, Jakob Barth deutsche Literatur vom Anfang bis zu Lessing, Hilfslehrer stud. phil. L. David unterrichtet Latein und Griechisch, Hilfslehrer stud. phil. Hirsch Hildesheimer Geschichte und Geographie.
Später kamen hinzu anspruchsvollere Aufnahme-Bedingungen: Erforderlich wurde ein einheitliches Bildungsniveau der Studienbewerber. Neben der als selbstverständlich vorausgesetzten religiösen Lebensführung wurde vorausgesetzt: a) im Talmudischen die Befähigung zum selbständigen Erfassen eines mittelschweren Textes nebst Raschi- und Tosaphotkommentare zu Pentateuch und Talmud, b) im Profanen mindestens die Reife für die Prima eines Gymnasiums nachweisen können.
Kurz danach wurden die Studienbedingungen verbindlich definiert: Um am Rabbiner-Seminar zu Berlin studieren zu können, mussten die Bewerber zugleich ordentliche Studenten an der Friedrich-Wilhelm-Universität (heute Humboldt-Universität zu Berlin) sein. Dieser Umstand stellte das hohe wissenschaftliche Niveau der Studenten sicher, die gleichzeitig mit dem Abschluss ihrer Rabbinats-Ausbildung, Absolventen der Universität mit einem akademischen Titel versehen waren. So entstand die bekannte Figur des „Rabbiner Dr.“, typisch für diese Lehranstalt.

## Die Einheit von Gemeinde und Rabbiner-Seminar
Gemeinde und Rabbiner-Seminar waren stets nicht nur unter einem gemeinsamen Dach untergebracht, sie haben sich zugleich personell und organisatorisch ergänzt und haben in ihrer Arbeit voneinander profitiert. Beide Institutionen waren „Kinder“ des einen Vaters mit einem einheitlichen Geist und einer übereinstimmender Bestimmung. Es waren geradezu „Zwillinge“ durch ihre gemeinsame Berufung auf „יָפֶה תַלְמוּד תּוֹרָה עִם דֶּרֶךְ אֶרֶץ“ aus Pirkei Awot (Sprüche der Väer) und „דְּרָכֶיךָ דָעֵהוּ, וְהוּא יְיַשֵּׁר אֹרְחֹתֶיךָ בְּכָל“aus Mischle (Buch der Sprüche). Bis 1904 war die Gemeinde im Haus des Rabbiner-Seminars in der Gipsstraße 12a untergebracht; von Rosch Haschaná desselben Jahres an befand sich das Rabbiner-Seminar im Gemeindehaus Artilleriestraße (heute: Tucholskystraße). Nicht nur der Rabbiner Hildesheimer und seine Söhne Hirsch, Meier und Gustav, auch für alle anderen geistigen Leuchten, ob es Rabbiner David Zwí Hoffmann, Rabbiner Eduard Chajim Biberfeld, Rabbiner Esra Hacohen Munk, Rabbiner Hermann Zwí Hacohen Klein, Rabbiner Joseph Wohlgemuth oder Rabbiner Jechiel Jacob Weinberg war – für sie alle war die enge Verbindung zwischen beiden Institutionen selbstverständlicher Alltag.

## Gemeindefriedhof Adass Jisroel

### Eröffnung
Der Gemeindefriedhof der Israelitischen Synagogen-Gemeinde (Adass Jisroel) zu Berlin liegt im Bezirk Weißensee. Seine Adresse lautet Wittlicher Straße 14, ursprünglich lautete sie An der Falkenberger Chaussee. Eröffnet wurde er mit der ersten Bestattung am 24. Februar 1880. Beerdigt wurde damals das Gemeindemitglied Abraham Michelsen, ein Berliner Jude aus dem 18. Jahrhundert, gestorben im 95. Jahr seines Lebens (Grabstelle: Feld A, Reihe 1, Nr. 2). Es ist überliefert, dass, wie in gesetzestreuen Gemeinden üblich, sich Kohanim (Angehörige des Priestergeschlechts) einmalig beim Ausheben der ersten Grabstelle betätigen. Sonst ist es Kohanim religionsgesetzlich untersagt, mit Tod (Tumáh) in Verbindung zu kommen.
Das Friedhofsgelände war am 22. Dezember 1873 erworben worden. Der Schwiegervater von Rabbiner Hildesheimer und Gemeindemäzen Gustav Hirsch (der legendäre „Hirsch-Kupfer“, aus der Eberswalder Eigentümerfamilie des dortigen Messingwerks) hatte für die Gemeinde das Areal gekauft und vorrichten lassen. Nach dem Erlass des „Austrittsgesetzes“ vom 28. Juli 1876, das in Preußen die bisherige Monopolstellung der Jüdischen Gemeinde zu Berlin aufhob und die institutionelle jüdische Pluralität zuließ, ertönte es erbost aus der Jüdischen Gemeinde (so die Überlieferung) „Wenn der Hildesheimer nicht mit uns zusammen leben will, soll er auch nicht mit uns zusammen begraben werden“. Hinzu kam noch, dass Vorschriften und Bräuche, die bisher unangezweifelt überliefert wurden, eine schleichende Veränderung erfahren hatten: So wurden z. B. für die Beerdigungen oft nicht mehr schlichte, metallfreie Aronot (Holzschreine), sondern aufwendig verarbeitete Särge verwendet. Große, prunkvolle Grabmale wurden ebenso genehmigt wie die Öffnung der Friedhöfe an Schabbatot und Feiertagen.
Daraufhin eröffnete die Adass Jisroel ihren eigenen Friedhof. Dem Gebot der selbstlosen Nächstenliebe „Gemilut Chessed schel Emet“ folgend, wurden sowohl das Bestattungswesen, sowie die Pflege und Erhaltung des Friedhofs als auch generell sämtliche Ausführungen der in der Beerdigungsgesellschaft Chewra Kadischa tradierten „Liebesdienste“, zu den am höchsten anerkannten Tätigkeiten innerhalb der Gemeinde Adass Jisroel gezählt.

### Ein besonderer Friedhof
Von der Gründung der Adass Jisroel 1869 bis zur Eröffnung des eigenen Friedhofs fanden Adassianer, wie z. B. der renommierte Chronist jüdischen Lebens im Berlin des 19. Jahrhunderts, Aron Hirsch Heymann, ihre letzte Ruhestätte auf dem Friedhof der Jüdischen Gemeinde zu Berlin in der Schönhauser Allee im Bezirk Prenzlauer Berg. Auf dem Friedhof der Adass Jisroel findet man ab 1880 die Grabstätten der großen Namen als auch die der weniger bekannten: Rosenberg, London, Struck, Hirsch, Goldschmidt und Zamory – die Größen der rabbinischen Lehre und Erziehung. Rabbiner Esriel Hildesheimer, seine Söhne Hirsch, Meir und Gustav, Rabbiner David Zwí Hoffmann, Rabbiner Lurie, Rabbiner Abraham Berliner, Rabbiner Eliahu Kaplan, zahlreiche Mitglieder der Familien Biberfeld und Rosenblüth (Pinchas Rosen-Rosenblüth war der erste Justizminister Israels) liegen auf dem Friedhof der Adass Jisroel in Berlin-Weißensee.

### Der Friedhof nach 1945
Tausende von Gemeindemitgliedern waren ermordet. Der Friedhof von Adass Jisroel hatte die Nazizeit – außer kleineren Schäden – weitgehend unbeschadet überstanden. Der Friedhof wurde von den DDR-Behörden der Ostberliner Jüdischen Gemeinde unterstellt. Bis 1974 war er durch einen Friedhofsgärtner – mehr schlecht als recht – betreut. Nach 1974 wurde kein Nachfolger mehr angestellt; der Friedhof wurde für „geschlossen“ erklärt. Tatsächlich war er aber nicht geschlossen, die Umfriedung war an mehreren Stellen aufgebrochen, Fremde entwendeten laufend Klinkersteine von der Mauer und sogar Grabplatten vom Kinderfeld. Das Unkraut und das Unterholz wucherten. Unbekannte nutzten während dieser Zeit den Friedhof als Tummelplatz. Es wurden zahllosen Grabsteine umgeworfen. Der Friedhof war geschändet und zerstört. Anfang der 1980er Jahre bot sich ein Bild der Verwüstung: 2200 Grabsteine waren zerschlagen, zerstückelt, 200 gestohlen. Mit Eigenarbeit von Angehörigen und engagierte Hilfe von Freiwilligen wurde der Friedhof von der Gemeinde Mitte der 80er Jahre restauriert, die meisten Grabsteine wieder zusammengefügt und aufgerichtet.
In der Zeit von 1945 bis 1985 fanden auf dem Friedhof zwölf Bestattungen statt, mehrheitlich Verstorbene aus dem Ausland, deren letzter Wille es war auf dem Friedhof ihrer Vorfahren und Angehörigen bestattet zu sein. Seit 1989 finden auf dem Friedhof Adass Jisroel wieder Bestattungen unter Aufsicht der Gemeinde statt.

### Der Friedhof aktuell von Zerstörung bedroht
Nach der Schoa werden in Deutschland alle jüdischen Friedhöfe durch den Staat in ihrem Erhalt, Sicherheit und Pflege gefördert, da die Aufgabe für die Gemeinden nach dem Holocaust finanziell und personell nicht mehr zu meistern ist. Anders als auf christlichen oder städtischen Friedhöfe in Deutschland ist auf Friedhöfen wie dem von Adass Jisroel die Mehrheit der Grabstellen „verwaist“, die dazugehörigen Familien wurden ermordet oder vertrieben. Da die Gemeinde Adass Jisroel keine Förderung vom Senat von Berlin erhält, ist sie maßgeblich auf die Hilfe von Freiwilligen angewiesen. Für die Israelitische Synagogen-Gemeinde (Adass Jisroel) zu Berlin stellen daher organisierte Freiwilligeneinsätze (z. B. von der Bundeswehr und der Volksbund Deutsche Kriegsgräberfürsorge e. V.) eine Notwendigkeit für den Erhalt dar.

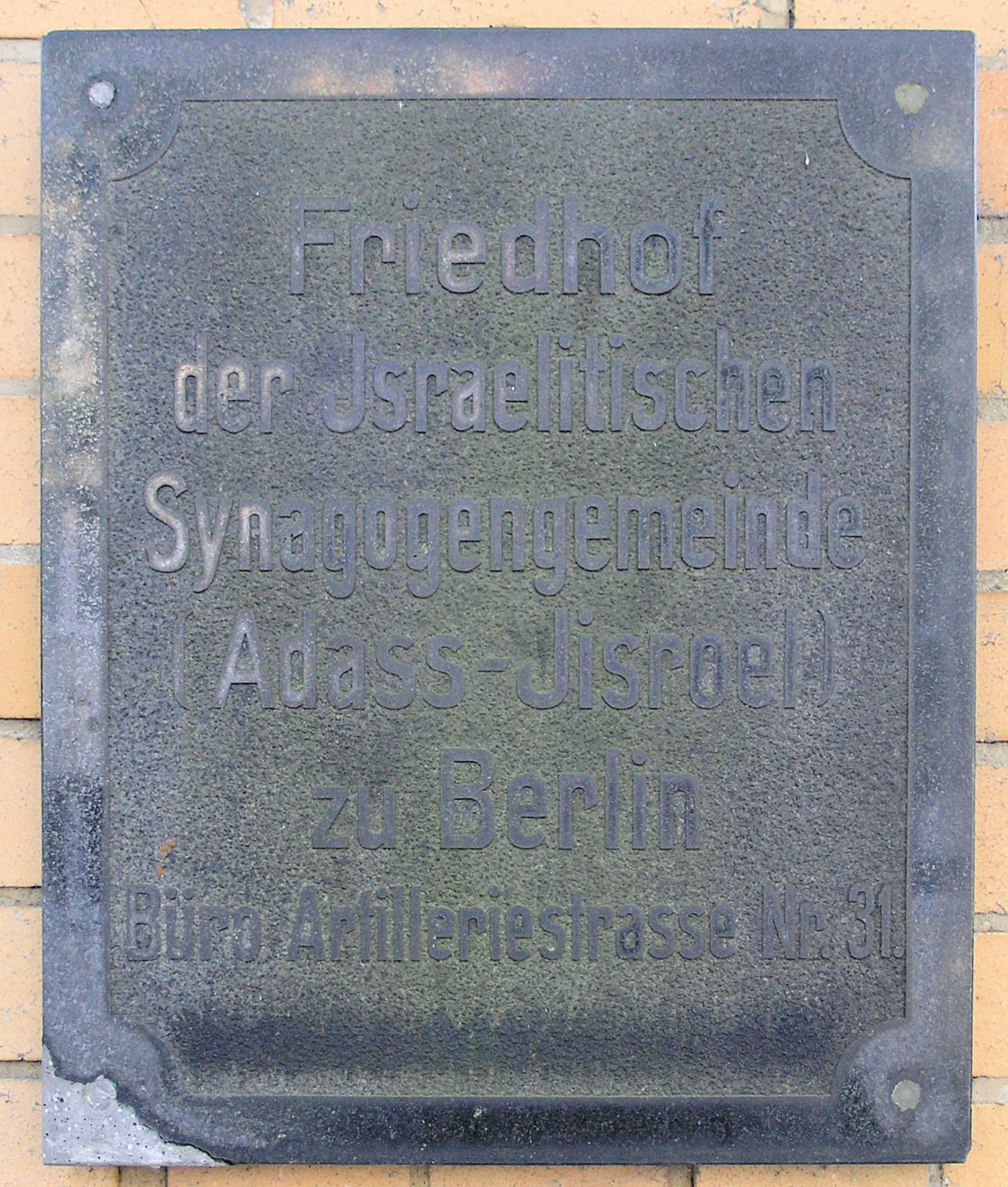
Tafel am Friedhofseingang der Gemeinde Wittlicher Straße 2 in Berlin-Weißensee

Freiwillige und Mitglieder der Gemeinde Adass Jisroel pflegen Grabanlagen. Die Freiwilligen-Gruppen bestehen u. a. aus Schülern und Studenten, Gemeindemitgliedern, ehrenamtlichen Helferinnen und Helfern. Die Gemeinde sorgt für deren fachliche Anleitung.
Der Friedhof wurde bereits vor Jahren von sachverständiger Seite für nicht verkehrssicher erklärt, da es zahlreiche und jährlich immer mehr Grabmale gibt, deren Standsicherheit derart unstabil ist, dass eine Begehung des Friedhofs ohne Aufsicht und Begleitung durch eine qualifizierte Person lebensbedrohlich ist. Ein kleiner Kreis von Gemeindebeauftragten muss daher diese Aufsicht- und Geleittätigkeit neben den sonstigen Beschäftigungen verrichten. Das findet ehrenamtlich statt.
Der Senat von Berlin hat 2010 die Unterstützung für den Erhalt und die Pflege des Friedhofs eingestellt. Der Berliner Senat verwies auf die ungeklärte Finanzlage der Gemeinde. 2019 wies der Berliner Senat als Antwort auf eine Anfrage der Abgeordneten Bettina Jarasch darauf hin, „dass die die ordentliche Bewirtschaftung der Mittel nicht sichergestellt“ sei. Weiter begründete der Senat, dass überwiesene Gelder für Opfergelder von Adass Jisroel nicht eingesetzt worden seien. Zudem sei ein Teil des Friedhofs (7000 m²) 2017 verkauft worden. Der Senat habe angeboten, die Pflege durch Dritte durchführen zu lassen, dies sei jedoch von Adass Jisroel abgelehnt worden.

## Mahnmal Adass Jisroel am Siegmundshof

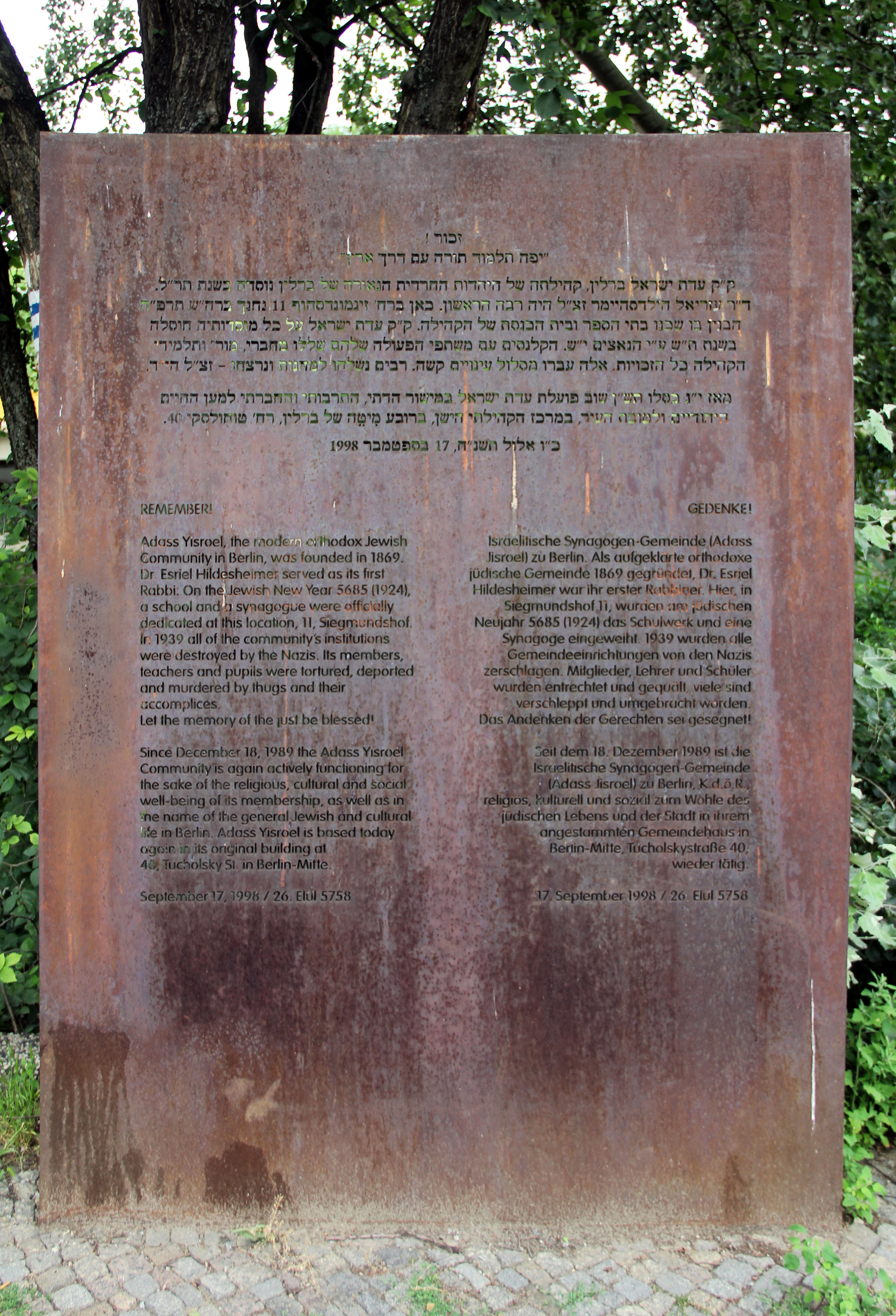
Gedenktafel Siegmunds Hof 11 (Hansa) Adass Jisroel

Bis zur Nazizeit hatte die Israelitische Synagogen-Gemeinde (Adass Jisroel) zu Berlin in der Hauptstadt zwei Gemeindezentren: Das eine im Bezirk Mitte von Berlin, Tucholskystraße 40 (ehemals: Artilleriestraße 31) das weiter besteht; das andere in der Straße Siegmunds Hof (kurz: Siegmundshof) im Bezirk Tiergarten, am Spreeufer, neben der Achenbachbrücke, wenige Meter von der Wullenweberwiese, fünf Minuten Fußweg vom S-Bahnhof Tiergarten entfernt. In einem von der Gemeinde erworbenen und umgebauten Atelierhaus wurden 1924 die Grundschule, das Mädchenlyzeum und das Gymnasium der Adass Jisroel, das sogenannte Schulwerk, sowie eine zweite Synagoge und weitere Gemeindeeinrichtungen (Verwaltung, Bibliothek, Rabbinatsbüros) untergebracht. Die Synagoge wurde in der Pogromnacht zwar weder angezündet noch geplündert, doch die Gottesdienste waren fortan verboten. Die Schulen wurden 1938/1939 geschlossen, bis zum Jahre 1941 fand in den Schulräumen noch eine Art Berufsschulunterricht statt. Bis 1943 fanden sporadisch noch Gottesdienste in Privatwohnungen, so z. B. in der Moabiter Wiclefstraße, statt. Das Reichsluftfahrtministerium und die heute um die Ecke immer noch bestehende KPM, Königliche Porzellanmanufaktur, übernahmen das Gemeindegebäude.

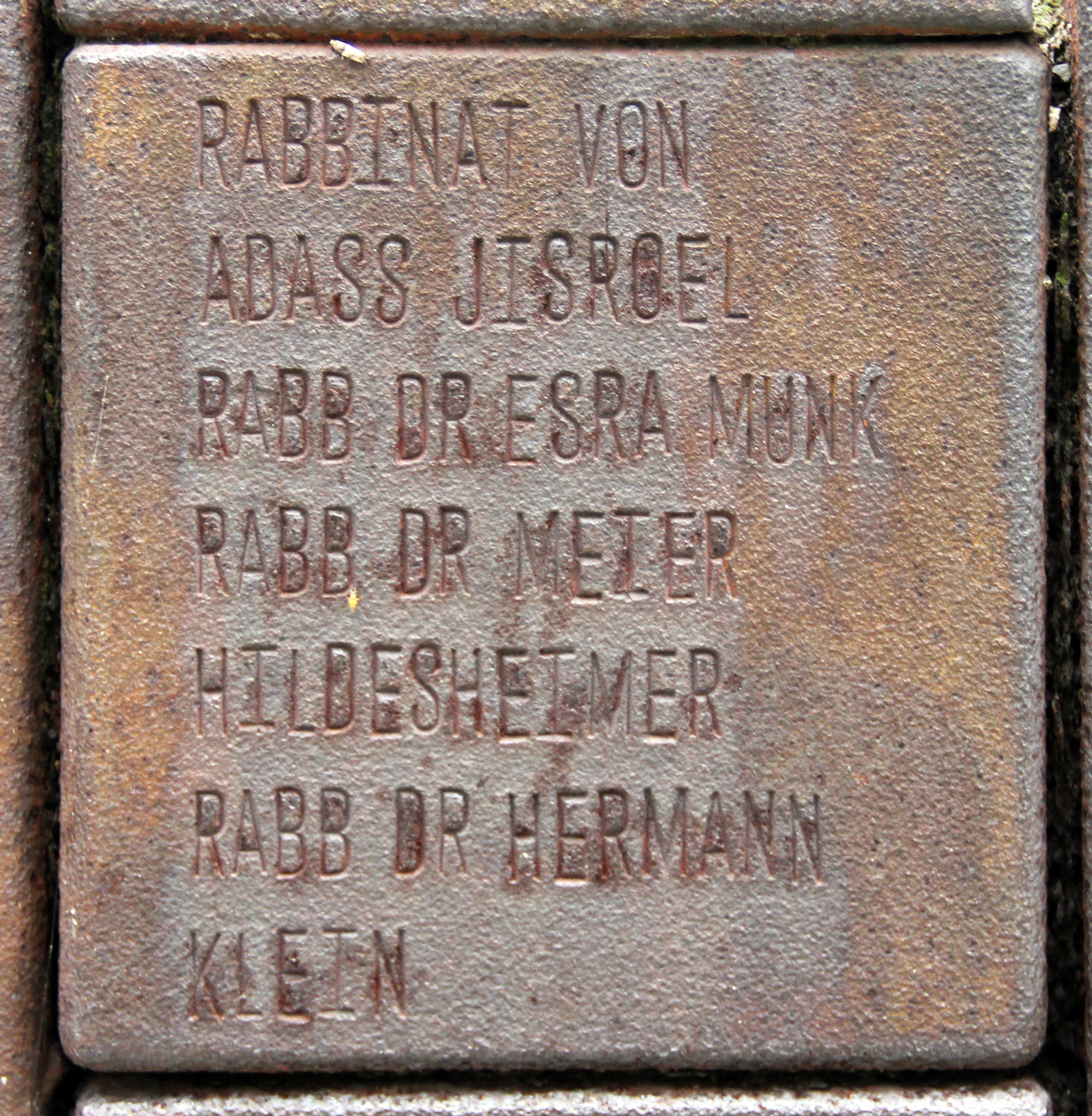
Gedenktafel Siegmunds Hof 11 (Hansa) Adass Jisroel

Die Gemeindestätte überstand die Nazi- und Kriegszeit zwar beschädigt, stand aber am Ende des Krieges noch in ihrer gesamten Fläche aufrecht. In den 1950er Jahren wurde das Gemeindezentrum Siegmundshof von alliierten Verwertungsorganisationen im Zusammenwirken mit dem Berliner Senat und der Jüdischen Gemeinde zu Berlin veräußert und anschließend geschleift. Kein Zeichen kündete mehr an dieser Stelle von der Existenz eines jüdischen Gemeindezentrums. Am 9. September 1985, am 100. Jahrestag der kaiserlichen Zulassung der Adass Jisroel durch das preußische Königshaus, fand an diesem Ort eine erste Gedenkstunde in Anwesenheit des Bezirksbürgermeisters von Berlin-Tiergarten, Hans-Martin Quell und anderer Persönlichkeiten, Rabbiner Pinchas Biberfeld, Rabbiner David Weiss, Rabbiner Ernst Stein, Vorsitzender Ari A. Offenberg und eine Vertreterin des Berliner Senatsprotokolls statt (solange es um Gedenken und nicht um Wiederherstellung des Gemeindelebens ging, hatte der Berliner Senat kein Problem mit Adass Jisroel). Am 25. Juni 1986 wurde in Anwesenheit zahlreicher Vertreter des öffentlichen Lebens und unter Teilnahme von Würdenträgern sowie Gemeindemitgliedern und Freunden aus dem In- und Ausland ein Mahnmal mit dem Titel Gedenke aufgestellt. Am Vorabend des jüdischen Neujahrsfestes 5759, 17. September 1998 wurde durch Jörn Jensen, Bezirksbürgermeister von Berlin-Tiergarten, und den Gemeindevorsitzenden von Adass Jisroel Ari Abraham Offenberg, eine Gedenktafel auf Deutsch, Hebräisch und Englisch enthüllt, mit der das Andenken und das Wirken der einst im Siegmundshof tätigen – dann ermordeten – Mitglieder, Lehrer und Schüler gewürdigt wird.

## Historische Dokumente zum Thema
- Constituirungs-Urkunde (1869)
- Verleihung der Rechte einer Synagogen-Gemeinde (1885)
- Eingliederung der Israelitischen Synagogen-Gemeinde (Adass Jisroel) in die „Reichsvereinigung der Juden in Deutschland“, 18. Dezember 1939.
- Eingliederung des Hilfsvereins für Juden in Deutschland e. V. in die „Reichsvereinigung der Juden in Deutschland“, 4. Oktober 1939.
- Eingliederung des Rabbiner-Seminars in die „Reichsvereinigung der Juden in Deutschland“,10. April 1940.

## Dokumente zur Wiedereinsetzung in die Rechte
- Pressemitteilung des Bundesverwaltungsgerichts vom 15. Oktober 1997
- Pressemitteilung der Adass Jisroel zum Urteil des Bundesverwaltungsgerichts vom 15. Oktober 1997
- Sonderpublikation der Adass Jisroel zum Urteil des Bundesverwaltungsgerichts („Adass Jisroel Nachrichten Nr. 35“).